# Jamboree On The Internet

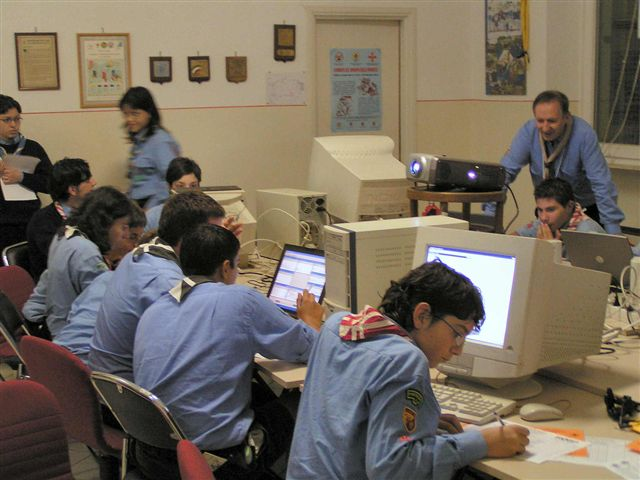
Scout al computer durante il Jamboree On The Internet

Il Jamboree On The Internet, più conosciuto con l'acronimo JOTI, è un'attività scout internazionale tenuta annualmente. I partecipanti, con l'uso delle chat e dei sistemi internet, possono mettersi in contatto con scout di tutto il mondo. I metodi comuni di comunicazione includono ScoutLink (IRC), le E-mail e il VOIP. Questo evento è un'occasione per vivere la fratellanza e il carattere internazionale dello scautismo.
L'evento si tiene il terzo fine settimana di ottobre insieme con il Jamboree On The Air (JOTA).

## Storia
Nel 1957 era stato creato il Jamboree On The Air (JOTA), che sfruttava la radio per mettere in contatto scout di tutto il mondo. Il successo di questo evento portò per analogia alla nascita di un primo informale "Jamboree On The Internet" su vari siti di chat, ed in particolare sui canali IRC gestiti da Scoutlink.
Nel novembre 1996 il comitato mondiale scout, notando la già massiccia presenza dello scautismo su Internet e visto che già allora si teneva un informale Jamboree su internet, decise che lo JOTI si sarebbe dovuto trasformare in un evento scout internazionale ufficiale e che si sarebbe dovuto tenere nello stesso fine settimana del Jamboree On The Air. Da allora, l'evento è gestito dall'Organizzazione Mondiale del Movimento Scout (OMMS)
Di conseguenza, il Jamboree On The Internet si tiene ogni anno nel terzo fine settimana di ottobre, cominciando alle ore 00:00 (ora locale) del sabato e terminando 48 ore dopo alle 24:00 della domenica.
Il numero di partecipanti al JOTA e al JOTI si aggira ogni anno fra 500.000 e 1.000.000.

## ScoutLink
ScoutLink Italia nasce come sezione italiana di Global ScoutLink nel 1997. Lo scopo è quello di mettere in comunicazione tra loro scout e guide di tutto il mondo con l'uso di internet; per supportare Scoutlink e per gestire dei servizi il 2 dicembre 2005 è stata registrata l'associazione Scoutlink Italia, che ha sede legale a Stanghella (PD).